# Marion Porten
Marion Porten (* 1972 in München) ist eine deutsche Bildhauerin und Videokünstlerin.

## Leben und Werk
Marion Porten studierte 1993–1998 Bildhauerei an der Hochschule für Bildende Künste Dresden und war dort 1998–2000 Meisterschülerin. 1998–2000 studierte sie Film und Video an der Hochschule für Bildende Künste Braunschweig. Seit 2006 lehrt sie an der Akademie der bildenden Künste Wien im Fachbereich Video und Videoinstallation. Die Künstlerin lebt und arbeitet in Wien und Leipzig.
Marion Porten entwickelt aus präzise beobachteten Phänomenen ästhetische Konstruktionen, die durch sinnliche Präsenz bestechen und neue Interpretationen und Perspektiven eröffnen. Oft ausgehend von der künstlerisch durchdachten Dokumentation eines kulturellen Kontexts von Diskriminierung weisen die Arbeiten immer darüber hinaus. Raumfüllende Videoinstallationen berühren künstlerische und gesellschaftliche Fragen, oft mit feinem Humor. Videos und Objekte bilden einen erweiterten Reflexionsraum für die verhandelten Argumente.

## Auszeichnungen
2003: Marion Ermer Preis

## Stipendien
- 2004: International Studio & Curatorial Program (ISCP) New York. Artist-in-residence-Stipendium des Sächsischen Staatsministeriums für Wissenschaft und Kunst
- 2004: Artist-in-residence Stipendium des Kunstfonds Sachsen. Columbus, USA
- 2005: Transmedia05. Arbeitsstipendium der Universität Koblenz[5]
- 2010: Aufenthaltsstipendium am Deutschen Studienzentrum in Venedig
- 2011: Künstlerhaus Schloss Balmoral

## Einzelausstellungen
- 2002: Wunderwelt Verhaltensforschung. Installation, Kunstverein Wolfsburg
- 2004: Take off a Sweater. LMAKprojects, New York
- 2009: Sentiment is for Audiences/Die Blume im Knopfloch. Videoinstallation, Galerie b2, Leipzig
- 2011: Der Rücken der Dirigentin. Galerie b2, Leipzig[6]

## Gruppenausstellungen
- 2004: Open Studios. International Studio & Curatorial Program (ISCP) New York
- 2004: Deutschland sucht. Kölnischer Kunstverein[7]
- 2005: Criss-Cross – Five Positions in Croatian and German Contemporary Art. Museum of Contemporary Art Zagreb[8]
- 2005: Schauspiel ohne Rampe. Shedhalle Zürich
- 2006: Warum etwas zeigen, was man sehen kann? Galerie für Zeitgenössische Kunst Leipzig
- 2006: Faust u. Mephisto, Goethes Dichtung in der Bildenden Kunst. Museum der bildenden Künste Leipzig
- 2007: International Festival of Social Sculpture, mit dem Goethe-Institut Kiew. Beitrag: Stop Acting, ... The Truth Is Real!.
- 2008: Diagonale Festival des österreichischen Films, Graz. Beitrag: Stop Acting, ... The Truth Is Real!.[9]
- 2010: Einen Ort herstellen. Neuer Sächsischer Kunstverein, Festspielhaus Hellerau[10]
- 2013: Hausgemeinschaft (family affairs) Galerie für Zeitgenössische Kunst Leipzig[11]